# 회덕 황씨
회덕 황씨(懷德 黃氏)는 대전광역시를 관향으로 하는 한국의 성씨이다. 시조 황윤보(黃允寶)는 고려 때 지문성부사(知文成府事)와 형부상서(刑部尙書)를 지내고 좌명공신(佐命功臣)으로 회천군(懷川君)에 봉해졌다.

## 역사
시조 황윤보(黃允寶)는 고려 때 지문성부사(知文成府事)와 형부상서(刑部尙書)를 지냈고 좌명공신(佐命功臣)으로 회천군(懷川君)에 봉해졌다. 황윤보의 묘소는 대전광역시 동구 마산동에 있다.
4세손 황자후(黃子厚, 1363년 ~ 1440년)가 자헌대부(資憲大夫)로 중추원사(中樞院使)에 이르렀고, 황자후의 아들 황유(黃裕)는 조선 태종의 서녀 숙안옹주(淑安翁主)의 부마로 회천위(懷川尉)에 올랐다.
황유(黃裕)의 현손 황삼성(黃三省)은 1552년(명종 6) 식년문과에 급제하여 사간원헌납‧홍문관교리 등 청직(淸官)을 역임하고, 1563년(명종 18) 사헌부장령으로 승진하였다. 황삼성의 손자 황덕부(黃德簿)는 홍문관 전한에 이르렀다.
4세손 황길신(黃吉臣)이 고려조에 합문지후(閤門祗侯)를 지냈다. 황길신의 8세손 황종해(黃宗海)는 정구(鄭逑)의 문하에서 글을 배웠고, 광해군 때 폐모론이 일어나자 과거를 단념한 후 연산(현재의 충청남도 논산시)의 김장생(金長生)을 찾아가서 예학을 강의 받았다. 목서흠(睦叙欽)·목장흠 등의 천거로 참봉(參奉) 등 벼슬에 천거되었으나 취임하지 않고 오직 학문 연구에만 진력하였으며 저서로 ‘후천집(朽淺集)’을 남겼다.
장악원주부(掌樂院注簿) 황영남(黃穎男)의 아들 황덕윤(黃德潤)은 1618년(광해군 10) 사마양시(司馬兩試)에 합격하고, 황덕윤의 아들 황세정(黃世楨)은 송준길의 수제자로 동지중추부사(同知中樞府事)에 이르렀다.
황종해의 종증손(從曾孫)인 황찬(黃燦)은 1702년(숙종 28) 문과에 급제하고 목사(牧使)를 역임하였다.

## 과거 급제자
회덕 황씨는 조선시대 문과 급제자 5명, 무과 급제자 4명을 배출하였다.
문과
황덕부(黃德符) 황삼성(黃三省) 황찬(黃燦) 황하흠(黃夏欽) 황해(黃諧)
무과
황신생(黃申生) 황원립(黃元立) 황응남(黃應男) 황의룡(黃義龍)
생원시
황곡(黃斛) 황규현(黃奎顯) 황균(黃均) 황길남(黃吉男) 황덕부(黃德符) 황덕윤(黃德潤) 황만정(黃萬程) 황만중(黃萬重) 황삼성(黃三省) 황삼외(黃三畏) 황세륜(黃世倫) 황우삼(黃友參) 황집(黃集) 황해(黃諧) 황호(黃琥)
진사시
황곡립(黃鵠立) 황극립(黃極立) 황덕부(黃德符) 황덕윤(黃德潤)

## 본관
회덕(懷德)은 대전광역시(大田廣域市) 중구, 동구, 대덕구 일대에 있던 옛 지명이다. 백제 때에는 우술군(雨述郡) 또는 후천(朽淺)이라 부르다가, 757년(신라 경덕왕 16)에 비풍군(比豊郡)으로 개칭하였고, 유성현(儒城縣)과 적오현(赤烏縣)을 관할하였다. 940년(고려 태조 23)에 회덕현으로 이름을 바꾸어 1018년(현종 9) 공주(公州)에 편입되었다가 1172년(명종 2)에 감무를 설치하면서 독립하였다. 1413년(태종 13)에 군현제 개편으로 회덕현으로 정해진 이래 조선시대 명맥이 이어졌다. 1895년(고종 32) 지방제도 개정으로 공주부 회덕군이 되었고, 1896년 충청남도 회덕군이 되었다. 1914년 군면 폐합으로 회덕군이 폐지되고 진잠면(鎭岑面) 일원과 공주군 현내면(縣內面)을 합하여 대전군(大田郡)으로 개칭되었다. 1935년 대전부로 승격됨에 따라 대덕군이 신설되었다. 1949년 대전부가 대전시로 개편되었고, 1989년 대전시와 대덕군이 대전직할시로 승격되었다. 1995년 지방자치제 시행으로 대전광역시로 개칭되었다.

## 집성촌
- 대전광역시 동구
- 충청북도 보은군 회남면
- 충청북도 청주시 문의면
- 충청남도 금산군 복수면
- 충청남도 천안시 풍세면
- 경상북도 포항시
- 경상북도 경주시 외동읍

## 조선 왕실과의 인척관계
- 숙안옹주(태종의 서녀) 부마 황유(黃裕)

## 문화재
- 미륵원지(彌勒院址) : 고려시대 황윤보(黃允寶)에 의해 건립된 생활유적이다. 대전광역시 동구 마산동에 위치한다. 대전광역시의 기념물 제41호